# Гран-при Аргентины 1956 года
Гран-при Аргентины 1956 года — первый этап чемпионата мира по автогонкам в классе Формула-1 прошёл 22 января на трассе Буэнос-Айрес.
В связи с уходом Mercedes из Формулы-1, Фанхио и Мосс начали сезон с новыми командами. Фанхио перешёл в Ferrari, в то время как Мосс стал главным гонщиком команды Maserati. На стартовой решётке в Аргентине оказались лишь итальянские автомобили. Ferrari и Maserati выставили по 5 автомобилей. Остальные три автомобилями были также Maserati: две машины были выставлены частными командами, а на третьей выступал Хоторн за команду BRM.
Ferrari доминировала на тренировках и заняла первые три места на стартовом поле вместе с Фанхио на поуле, при этом время, которое он показал, было на 2,2 секунды быстрее второго времени. Тем не менее, Maserati доминировала в начале гонки, когда Мендитеги и Мосс лидировали со старта. Фанхио в тот момент ни на что не претендовал из-за проблем с неисправным топливным насосом. Он взял автомобиль Муссо после 30 кругов и провёл рестарт, не потеряв пятого места, на котором шёл к тому времени Муссо. Муссо взял при этом автомобиль Фанхио, но не проехал на нём и одного полного круга. Фанхио быстро обогнал Беру, но потерял свою позицию после разворота. На кругах 40—43 неудачи обрушились на лидеров гонки. У шедшего третьим Кастеллотти сломалась коробка передач, у лидирующего Мендитеги отказал ведущий вал, а у нового лидера гонки Мосса задымил двигатель. Фанхио, который обогнал Беру, обогнал также «умирающий» автомобиль Мосса на 67-м круге. Гонка в итоге не обошлась без разбирательства, после того как тим-менеджер Maserati отправил протест из-за того что Фанхио помогли во время разворота. Тем не менее FIA и стюарды отклонили этот протест.

## Гонка
| Место | С  | №  | Гонщик                | Конструктор | Ш | Круги | Время/причина схода | О   |
| ----- | -- | -- | --------------------- | ----------- | - | ----- | ------------------- | --- |
| 1     | 3  | 34 | Луиджи Муссо          | Ferrari     | Е | 30    | 3:00:03,7           | 4   |
| 1     | 3  | 34 | Хуан-Мануэль Фанхио   | Ferrari     | Е | 68    | 3:00:03,7           | 4+1 |
| 2     | 4  | 4  | Жан Бера              | Maserati    | P | 98    | +24,4               | 6   |
| 3     | 8  | 14 | Майк Хоторн           | Maserati    | D | 98    | +2 круга            | 4   |
| 4     | 11 | 10 | Чико Ланди            | Maserati    | P | 46    | +6 кругов           | 1,5 |
| 4     | 11 | 10 | Джерино Джерини       | Maserati    | P | 46    | +6 кругов           | 1,5 |
| 5     | 10 | 38 | Оливье Жандебьен      | Ferrari     | Е | 91    | +7 кругов           | 2   |
| 6     | 13 | 16 | Альберто Уриа         | Maserati    | P | 44    | +10 кругов          |     |
| 6     | 13 | 16 | Оскар Гонзалес        | Maserati    | P | 44    | +10 кругов          |     |
| Сход  | 7  | 2  | Стирлинг Мосс         | Maserati    | P | 81    | Двигатель           |     |
| Сход  | 9  | 36 | Питер Коллинз         | Ferrari     | Е | 58    | Авария              |     |
| Сход  | 12 | 8  | Луиджи Пьотти         | Maserati    | P | 57    | Авария              |     |
| Сход  | 6  | 6  | Карлос Мендитеги      | Maserati    | P | 42    | Ведущий вал         |     |
| Сход  | 2  | 32 | Эудженио Кастеллотти  | Ferrari     | Е | 40    | Коробка передач     |     |
| Сход  | 5  | 12 | Хосе-Фройлан Гонзалес | Maserati    | P | 24    | Двигатель           |     |
| Сход  | 1  | 30 | Хуан-Мануэль Фанхио   | Ferrari     | Е | 22    | Топливный насос     |     |
| Сход  | 1  | 30 | Луиджи Муссо          | Ferrari     | Е | 0     | Топливный насос     |     |

- Круги лидирования:
  - Хосе-Фройлан Гонзалес 3 круга (1—3)
  - Карлос Мендитеги 39 кругов (4—42) (первые в карьере круги лидирования)
  - Стирлинг Мосс 24 круга (43—66)
  - Хуан-Мануэль Фанхио 32 круга (67—98)
- Обмен автомобилями:
  - Автомобиль № 34: Луиджи Муссо (30 кругов) и Хуан-Мануэль Фанхио (68 кругов). Они разделили 8 очков за первое место.
  - Автомобиль № 10: Чико Ланди (46 кругов) и Джерино Джерини (46 кругов). Они разделили 3 очка за четвёртое место.
  - Автомобиль № 16: Альберто Уриа (44 круга) и Оскар Гонзалес (44 круга).
  - Автомобиль № 30: Хуан-Мануэль Фанхио (22 круга) и Луиджи Муссо (0 кругов).
- Дебют в Гран-при — Оливье Жандебьен и Джерино Джерини. Единственное появление в Гран-при — Оскар Гонзалес.
- Последнее появление в Гран-при — Чико Ланди и Альберто Уриа.
- Первые в карьере: Луиджи Муссо (победа); Оливье Жандебьен, Джерино Джерини и Чико Ланди (очки).